# Фторид тория-дикалия
Фторид тория-дикалия — неорганическое соединение,
двойной фторид калия и тория с формулой K2ThF6,
кристаллы,
не растворяется в воде.

## Получение
- Гидротермальный синтез из фторида тория и фторида калия:

{\displaystyle {\mathsf {2KF+ThF_{4}\ {\xrightarrow {575^{o}C}}\ K_{2}ThF_{6}}}}
- Реакция тория и тетрафторобромата калия:

{\displaystyle {\mathsf {Th+2KBrF_{4}\ {\xrightarrow {}}\ K_{2}ThF_{6}+2BrF\uparrow }}}

## Физические свойства
Фторид тория-дикалия образует кристаллы двух модификаций:
- α-K2ThF6, кубическая сингония, параметры ячейки a = 0,6006 нм, Z = 1,33.
- β-K2ThF6, гексагональная сингония, пространственная группа P 62m, параметры ячейки a = 0,6565 нм, c = 0,3815 нм, Z = 1.

Не растворяется в воде.